# ألفارو أورمينو
ألفارو أورمينو (بالإسبانية: Álvaro Ormeño)‏ هو لاعب كرة قدم تشيلي في مركز الوسط، ولد في 4 أبريل 1979 في سانتياغو في تشيلي. شارك مع منتخب تشيلي لكرة القدم. أما مع النوادي، فقد لعب مع إيفرتون دي فينا ديل مار وجيمناسيا لابلاتا وديبورتيس إيكيكي وكولو-كولو.

## وصلات خارجية
- ألفارو أورمينو على موقع الاتحاد الدولي (مؤرشف)  (الإنجليزية)
- ألفارو أورمينو على موقع قاعدة بيانات كرة القدم.إي يو (الإنجليزية)
- ألفارو أورمينو على موقع ناشيونال فوتبول تيمز (الإنجليزية)
- ألفارو أورمينو على موقع Soccerway.com (الإنجليزية)
- ألفارو أورمينو على موقع عالم كرة القدم.نت (الإنجليزية)
- ألفارو أورمينو على موقع AS.com (الإسبانية)